# Republiek Swellendam
De republiek Swellendam was van 17 juni 1795 tot november 1795 een onafhankelijk land nabij de Nederlandse Kaapkolonie.

## Geschiedenis
De onafhankelijke republiek Swellendam werd op 17 juni 1795 in de stad Swellendam gesticht door Nederlandse kolonisten onder leiding van Petrus Delport. De republiek werd gesticht als reactie op de onafhankelijke republiek Graaff-Reinet en tevens uit onenigheid met de Vereenigde Oostindische Compagnie die het in de Nederlandse Kaapkolonie voor het zeggen had.
Toen de Britten vanaf 8 augustus 1795 de Nederlandse Kaapkolonie een poosje bezetten betekende dit in november 1795 ook het einde van de republiek Swellendam.